# Cinara eastopi
Cinara eastopi är en insektsart. Cinara eastopi ingår i släktet Cinara och familjen långrörsbladlöss. Inga underarter finns listade i Catalogue of Life.